# Najwyższy Trybunał Sygnatury Apostolskiej
Najwyższy Trybunał Sygnatury Apostolskiej, pot. „Sygnatura Apostolska” – najwyższy organ sądowniczy Kościoła katolickiego, którego kompetencje i działanie regulowane są przez Kodeks prawa kanonicznego (kan. 1445). Obecnie prefektem Trybunału jest kard. Dominique Mamberti.

## Historia
Jego początki sięgają XIII wieku i wiążą się z napływającymi do Stolicy Apostolskiej prośbami o rozpatrzenie różnych spraw, procesów i wyroków, wydawanych przez sądy kościelne na szczeblu diecezjalnym czy krajowym. Początkowo referowaniem tych spraw papieżowi zajmowali się urzędnicy Kancelarii Apostolskiej lub doraźnie ustanawiani kardynałowie audytorzy, jednak z czasem wykształciła się osobna kategoria urzędników kurialnych (referendarzy) zajmujących się takimi sprawami. Za pontyfikatu papieża Eugeniusza IV (1431–1447) uformował się osobny urząd zwany Sygnaturą Papieską (Signatura Domini Papae) złożony z tych urzędników. W drugiej połowie XV wieku Sygnatura Papieska uległa podziałowi na Sygnaturę Sprawiedliwości oraz Sygnaturę Łaski, w zależności od rodzaju petycji, które rozpatrywały, co oficjalnie potwierdził papież Aleksander VI w 1493 i później Juliusz II (1504). Na czele każdej z nich stał kardynał prefekt. W obu Sygnaturach pracowali jednak ci sami referendarze, toteż dość szybko (z pewnością już za pontyfikatu Klemensa VII 1523–1534) zaczęto ich tytułować „referendarzami Obojga Sygnatur”.
W 1588 papież Sykstus V przekształcił Sygnaturę Łaski w kongregację kardynalską złożoną z kardynała prefekta i kilku innych kardynałów (w tym prefekta Sygnatury Sprawiedliwości) oraz papieskiego datariusza, audytora generalnego Kamery Apostolskiej, skarbnika generalnego Kamery Apostolskiej, wiceregenta wikariatu diecezji rzymskiej, audytora Roty Rzymskiej, kleryka Kamery Apostolskiej i dwunastu prałatów z prawem głosu (tzw. votanti). Sygnatura Łaski zbierała się w zasadzie wyłącznie w obecności papieża, rozpatrywała odwołania od werdyktów Sygnatury Sprawiedliwości i decyzji rzymskich kongregacji, jak również orzekała w sprawach zarezerwowanych do rozstrzygnięcia bezpośrednio przez papieża. Sygnatura Sprawiedliwości po reformie Piusa IV z 1562 stała się natomiast rzeczywistym trybunałem sądowym, złożonym z kardynała prefekta, jego audytora oraz dwunastu prałatów tzw. votanti.
Systus V w 1586 zredukował liczbę referendarzy do stu, z czego tylko 70 miało uprawnienia do przedstawiania spraw dla Sygnatury Łaski. Papież Aleksander VII natomiast w 1659 oficjalnie zgrupował referendarzy Obojga Sygnatur w osobne kolegium z określonymi kryteriami dostępu do objęcia tej funkcji.
Kompetencje Sygnatury Łaski w dużej mierze krzyżowały się z Datarią Apostolską i od końca XVII wieku coraz bardziej traciła ona znaczenie na rzecz Datarii. Pod koniec XVIII wieku praktycznie przestała istnieć, po 1794 zaprzestano wyznaczania kardynała prefekta Sygnatury Łaski. Na krótko wznowił ją papież Leon XII w 1826. Ostatni kardynał prefekt zmarł w 1839, zaś po roku 1847 Sygnatura Łaski nie była już wymieniana w oficjalnych spisach instytucji Kurii Rzymskiej. Sygnatura Sprawiedliwości kontynuowała natomiast działalność niemal do końca XIX wieku, choć jej znaczenie bardzo zmalało po upadku Państwa Kościelnego (1870). W 1908 Pius X w ramach reformy Kurii Rzymskiej zniósł oficjalnie osobne instytucje Sygnatury Sprawiedliwości i Sygnatury Łaski, w zamian tworząc jeden Najwyższy Trybunał Sygnatury Apostolskiej.

## Zakres orzecznictwa
Najwyższy Trybunał Sygnatury Apostolskiej rozpatruje:
1. sprawy o nieważność, prośby o przywrócenie do stanu poprzedniego i inne rekursy przeciwko wyrokom rotalnym;
2. rekursy dotyczące stanu osób w sprawach, których dopuszczenia do ponownego zbadania odmówiła Rota Rzymska;
3. zarzuty stronniczości oraz inne sprawy przeciwko audytorom Roty Rzymskiej, z powodu aktów dokonanych przy wykonywaniu ich funkcji;
4. konflikty właściwości;
5. spory powstałe na skutek działania kościelnej władzy administracyjnej przekazane mu przez Biskupa Rzymu lub dykasterie Kurii Rzymskiej a także konflikty właściwości między dykasteriami.

Nadzoruje także działanie sądów kościelnych niższego rzędu. Zajmuje się sprawami prawnymi dotyczącymi potwierdzenia, rewizji, zmiany itp. spraw prowadzonych przez sądy kościelne w poszczególnych diecezjach, sporami kompetencyjnymi między różnymi instytucjami Kurii Rzymskiej, troską o prawidłowe funkcjonowanie wymiaru sprawiedliwości w Kościele itp.
Dodatkowo zadaniem najwyższego trybunału jest czuwanie nad prawidłowym wymiarem sprawiedliwości, przedłużanie właściwości trybunałów oraz popieranie i zatwierdzanie elekcji trybunałów niższych instancji.

## Prefekci Sygnatury Apostolskiej

### Prefekci Trybunału Sygnatury Sprawiedliwości
- Giovanni Arcimboldi (kwiecień 1484 – 2 października 1488)
- Antoniotto Pallavicini (1491? – 1493)
- Giovanni Antonio Sangiorgio (1493 – 14 marca 1509)
- Leonardo Grosso della Rovere (marzec 1509 – 17 września 1520)
- Lorenzo Campeggio (październik 1520 – 19 lipca 1539)
- Giacomo Simoneta (1539 – 1 listopada 1539)
- Bartolomeo Guidiccioni (17 lutego 1540 – 4 listopada 1549)
- Girolamo Verallo (25 lutego 1550 – 10 października 1555)
- Fabio Mignanelli (1555 – 10 sierpnia 1557)
- Antonio Trivulzio (16 października 1557 – 25 czerwca 1559)
- Giacomo Puteo (lipiec 1559 – 26 kwietnia 1563)
- Ludovico Simonetta (8 czerwca 1563 – 30 kwietnia 1568)
- Gianpaolo Della Chiesa (3 maja 1568 – 11 stycznia 1575)
- Alessandro Sforza (12 stycznia 1575 – 16 maja 1581)
- Alessandro Riario (maj 1581 – 18 lipca 1585)
- Giovanni Battista Castrucci (grudzień 1585 – 18 sierpnia 1595)
  - Bartolomeo Ferratini, były bp Amelii, proprefekt (30 sierpnia 1595 – 23 grudnia 1599)
- Cinzio Passeri Aldobrandini (23 grudnia 1599 – 1 stycznia 1610)
- Maffeo Barberini (8 stycznia 1610 – 6 sierpnia 1623)
  - Berlinghiero Gessi, proprefekt (28 sierpnia 1623 – 13 października 1623)
- Francesco Barberini (13 października 1623 – 18 marca 1628) i ponownie (6 kwietnia 1639 – 22 czerwca 1640)
- Antonio Barberini (18 marca 1628 – 2 listopada 1633)
- Berlinghiero Gessi (2 listopada 1633 – 6 kwietnia 1639)
- Giulio Cesare Sacchetti (22 czerwca 1640 – 28 lipca 1661)
- Flavio Chigi (28 lipca 1661 – 13 września 1693) 
  - Fulvio Astalli, proprefekt (24 września 1693 – 16 maja 1696)
- Giovanni Giacomo Cavallerini (16 maja 1696 – 18 lutego 1699)
- Fabrizio Spada, proprefekt (18 lutego 1699 – 4 grudnia 1700), prefekt (4 grudnia 1700 – 15 czerwca 1717)
- Bernardino Scotti, proprefekt (21 czerwca 1717 – 18 listopada 1718), prefekt (18 listopada 1718 – 16 listopada 1726)
- Lorenzo Corsini (22 listopada 1726 – 12 lipca 1730)
- Alamanno Salviati (27 lipca 1730 – 24 lutego 1733)
- Neri Maria Corsini (2 marca 1733 – 6 czerwca 1769)
- Andrea Corsini (6 czerwca 1769 – 18 stycznia 1795)
  - Francesco Saverio de Zelada, proprefekt (21 stycznia 1795 – 27 lutego 1795)
- Leonardo Antonelli (27 lutego 1795 – 26 grudnia 1801)
- Ercole Consalvi (26 grudnia 1801– 10 maja 1817)
- Antonio Dugnani (10 maja 1817– 17 października 1818)
- Diego Innico Caracciolo (29 listopada 1818 – 24 stycznia 1820)
- Giovanni Battista Quarantotti (10 maja 1820 – 15 września 1820)
- Wakat 1820–1825
- Giuseppe Spina (15 stycznia 1825 – 13 listopada 1828)
- Giovanni Francesco Falzacappa (15 grudnia 1828 –18 listopada 1840)
- Antonio Domenico Gamberini (22 grudnia 1840 – 25 kwietnia 1841)
- Vincenzo Macchi (15 września 1841 – 23 czerwca 1854)
- Mario Mattei (23 czerwca 1854 – 3 lutego 1858)
- Pietro Marini (3 lutego 1858 – 19 sierpnia 1863)
- Camillo di Pietro (29 sierpnia 1863 – 20 grudnia 1867)
- Carlo Sacconi (20 grudnia 1867 – 2 czerwca 1877)
- Teodolfo Mertel (2 czerwca 1877 – 15 lipca 1878)
- Carlo Luigi Morichini (15 lipca 1878 – 26 kwietnia 1879)
- Wakat 1879–1884
- Luigi Serafini (13 maja 1884 – 31 lipca 1885)
- Isidoro Verga (31 lipca 1885 – 12 listopada 1888)
- Luigi Pallotti (20 lutego 1889 – 31 lipca 1890)
- Wakat po 1890

### Prefekci Sygnatury Łaski
- Antoniotto Pallavicini (1491 – 24 września 1503)
- Giovanni Antonio Sangiorgio (24 września 1503 – 16 stycznia 1504)
- Clemente Grosso della Rovere (16 stycznia 1504 – 18 sierpnia 1504)
- Galeotto Franciotti della Rovere (1504 – 11 września 1508)
- Pietro Accolti, główny referendarz (1508 – 10 marca 1511), kardynał prefekt (10 marca 1511 – 12 grudnia 1532)
- Paolo Emilio Cesi (grudzień 1532? – 5 sierpnia 1537)
- Giacomo Simoneta (1537 – 1 listopada 1539)
- Pierpaolo Parisio (19 grudnia 1539 – 9 maja 1545)
- Niccolò Ardinghelli (maj 1545 – 23 sierpnia 1547)
- Bartolomeo Guidiccioni (3 listopada 1547 – 4 listopada 1549)
- Francesco Sfondrati (25 lutego 1550 – 31 lipca 1550)
- Giovanni Angelo Medici (1550 – 25 grudnia 1559)
- Vitellozzo Vitelli (1560 – 19 listopada 1568)
- Gianantonio Capizucchi (1 grudnia 1568 – 28 stycznia 1569)
- Antonio Carafa (29 stycznia 1569 – 13 stycznia 1591)
- Paolo Emilio Sfondrati (14 stycznia 1591–14 lutego 1618)
- Scipione Caffarelli-Borghese (16 lutego 1618 – 2 października 1633)
- Antonio Barberini (2 października 1633 – 20 grudnia 1667)
  - Camillo Francesco Maria Pamphili, proprefekt (10 października 1645 – 21 stycznia 1647)
- Giacomo Rospigliosi (20 grudnia 1667 – 2 lutego 1684)
- Benedetto Pamphili (23 marca 1685 – 22 marca 1730)
- Antonio Felice Zondadari (27 lipca 1730 – 23 listopada 1737)
- Giuseppe Firrao (29 listopada 1737 – 24 października 1744)
- Prospero Colonna di Sciarra (25 października 1744 – 20 kwietnia 1765)
- Giovanni Costanzio Caracciolo (28 kwietnia 1765 – 22 września 1780)
- Gregorio Antonio Maria Salviati (10 listopada 1780 – 5 sierpnia 1794)
- Wakat 1794–1826
- Giovanni Caccia-Piatti (1 października 1826 – 15 września 1833)
- Luigi Bottiglia Savoulx (27 listopada 1834 – 14 września 1836)
- Francesco Tiberi Contigliano (22 lutego 1837 – 28 października 1839)
- Wakat po 1839

### Prefekci Najwyższego Trybunału Sygnatury Apostolskiej (od 1908)
- Vincenzo Vannutelli (20 października 1908 – 15 grudnia 1914)
- Michele Lega (15 grudnia 1914 – 20 marca 1920)
- Augusto Silj (20 marca 1920 – 27 lutego 1926)
- Francesco Ragonesi (9 marca 1926 – 14 września 1931)
- Bonaventura Cerretti (12 października 1931 – 8 maja 1933)
- Enrico Gasparri (18 maja 1933 – 20 maja 1946)
- Massimo Massimi (29 maja 1946 – 6 marca 1954)
- Giuseppe Bruno (20 marca 1954 – 10 listopada 1954)
  - Gaetano Cicognani proprefekt (18 listopada 1954 – 14 listopada 1959)
- Francesco Roberti (14 listopada 1959 – 26 marca 1969)
- Dino Staffa (26 marca 1969 – 7 sierpnia 1977)
- Pericle Felici (15 sierpnia 1977 – 22 marca 1982)
- Aurelio Sabattani, proprefekt (17 maja 1982 – 3 lutego 1983) prefekt (3 lutego 1983 – 1 lipca 1988)
- Achille Silvestrini (1 lipca 1988 – 24 maja 1991)
- Gilberto Agustoni, proprefekt (2 kwietnia 1992 – 26 listopada 1994), prefekt (26 listopada 1994 – 5 października 1998)
- Zenon Grocholewski (5 października 1998 – 15 listopada 1999)
- Mario Francesco Pompedda (16 listopada 1999 – 27 maja 2004)
- Agostino Vallini (27 maja 2004 – 27 czerwca 2008)
- Raymond Leo Burke (27 czerwca 2008 – 8 listopada 2014)
- Dominique Mamberti (od 8 listopada 2014)

## Obecny zarząd
- Prefekt – kard. Dominique Mamberti
- Sekretarz – bp Andrea Ripa
- Promotor sprawiedliwości – ks. prał. Paweł Malecha
- Obrońca wezła – o. Nikolaus Schöch
- Zasępca promotora sprawiedliwości – ks. prał. Shane Lee Kirby